# Akodon cursor
Akodon cursor är en däggdjursart som först beskrevs av Herluf Winge 1887.  Akodon cursor ingår i släktet fältmöss, och familjen hamsterartade gnagare. IUCN kategoriserar arten globalt som livskraftig. Inga underarter finns listade i Catalogue of Life.
Denna fältmus förekommer i östra Brasilien. En avskild population är känd från norra Argentina. Arten vistas i låglandet och i låga bergstrakter upp till 800 meter över havet. Habitatet utgörs av städsegrön skog.
Arten påminner om en sork i utseende med korta extremiteter och kort svans. Den mjuka och täta pälsen har på ovansidan en brun till gulbrun färg och fram till undersidan blir pälsen ljusare. Hos några individer förekommer en liten vit fläck på hjässan. Akodon cursor skiljer sig från andra arter av samma släkte i avvikande detaljer av skallens konstruktion, tändernas funktion och pälsens färg. Den har ganska korta morrhår. Hannar är med en vikt av cirka 54 g större än honor som väger cirka 43 g. Artens kroppslängd (huvud och bål) är 79 till 128 mm och svanslängden 175 till 230 mm.
Honor kan bli brunstiga under olika årstider men de flesta ungar föds under torra perioder. Dräktigheten varar vanligen 23 dagar och sedan föds oftast tre ungar. Ungarna diar sin mor cirka två veckor. Hanar blir könsmogna efter 32 till 37 dagar och honor efter ungefär 42 dagar. I artens magsäck hittades frön och andra växtdelar samt rester av ryggradslösa djur.